# Borowinowa
Borowinowa (506 m n.p.m.) – wzniesienie w Beskidzie Niskim, na wschód od centrum Iwonicza-Zdroju. Od północy graniczy (przez dział, na którym jest Osiedle Wschodnie) z Piekliskami, od południa z Glorietą. Stoki zachodnie schodzą do doliny Iwonickiego Potoku, a wschodnie do doliny Flory. Nazwa wywodzi się od borowiny, wydobywanej tu w początkach działalności zakładu kąpielowego w Iwoniczu. Góra jest zalesiona.
Od połowy XIX w do 1944 r. znajdowała się tu leśna restauracja o nazwie „Połoniny”. Na południowym i wschodnim zboczu otwory wydobywcze ropy naftowej. Na zachodnim stoku odwiert wody "Iza". Z południowo-zachodnich stoków wypływa krótki potok Orli, dopływ Iwonickiego Potoku.

## Turystyka
Szlaki piesze:
- Główny Szlak Beskidzki. Trasa: Iwonicz-Zdrój – Rymanów-Zdrój – około 2,5 godziny.

Ścieżki spacerowe:
- Las Piekliska (kapliczka) 1 h (szlak im. J.F. Piwarskiego)
- Bałucianka (cerkiew) 1:40 h przez Górę Przymiarki 1:15 h (szlak Łemkowski)